# LP (sångerska)
Laura Pergolizzi, mer känd som LP, född den 18 mars 1981 i Brooklyn i USA, är en amerikansk sångerska och låtskrivare som spelar pop och rock. Hon har släppt sex studioalbum, och har även skrivit låtar till Cher, Cher Lloyd, Rihanna, Backstreet Boys och Christina Aguilera. 

## Biografi och karriär
Pergolizzi är född i Brooklyn och har bott på Manhattan hela livet fram till 2010 då hon flyttade till Los Feliz i Los Angeles. Under sin uppväxt lyssnade hon mycket på sångare och band såsom Joni Mitchell, The Doors, The Pretenders, Nirvana, och Jeff Buckley. Efter att hon tog examen 1996 flyttade hon från Huntington på Long Island till New York och började kalla sig för "LP". David Lowery (sångaren av musikgruppen Cracker) såg henne uppträda och lät henne vara med i deras låt "Cinderella" 1998. Lowery hjälpte även till att producera hennes första studioalbum, Heart-Shaped Scar, som släpptes 2001.

## Privatliv
Pergolizzi har haft ett förhållande med sångerskan Lauren Ruth Ward. Texten i hennes hit, "Lost on You", är baserad på när hon och en annan av hennes ex-flickvänner, Tamzin Brown gjorde slut. Hon dejtade även den mexikanska skådespelerskan Julieta Grajales; de bröt sedermera upp år 2022. 

## Diskografi

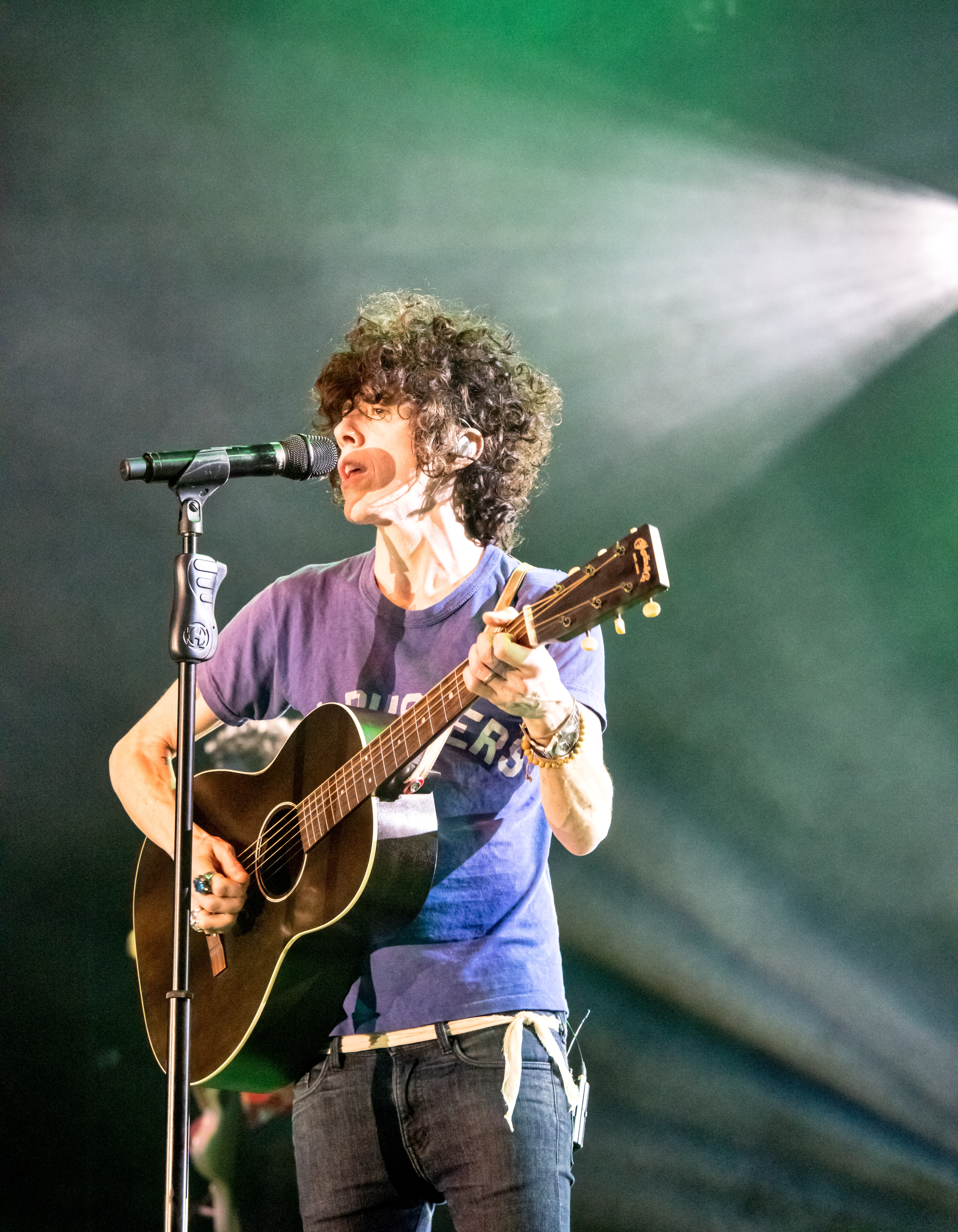
LP på Tält Music Festival 2018 i Freiburg i Tyskland.

### Studioalbum[6]
- Heart-Shaped Scar(en) (2001)
- Suburban Sprawl & Alcohol(en) (2004)
- Forever For Now (2014)
- Lost on You (studioalbum av LP)(en) (2016)

### EP[6]
- Into the Wild: Live at EastWest Studios (2012)
- Death Valley (2016)

### Singlar[6]
| Namn                      | Album                                   | År   |
| ------------------------- | --------------------------------------- | ---- |
| Suburban Sprawl & Alcohol | Suburban Sprawl & Alcohol               | 2004 |
| Damage Is Done            | Ingen                                   | 2009 |
| Into the Wild             | Into the Wild: Live at EastWest Studios | 2012 |
| Night Like This           | Forever For Now                         | 2014 |
| Muddy Waters              | Lost on You                             | 2015 |
| Lost on You               | Lost on You                             | 2015 |